# Ntlhoi Motsamai

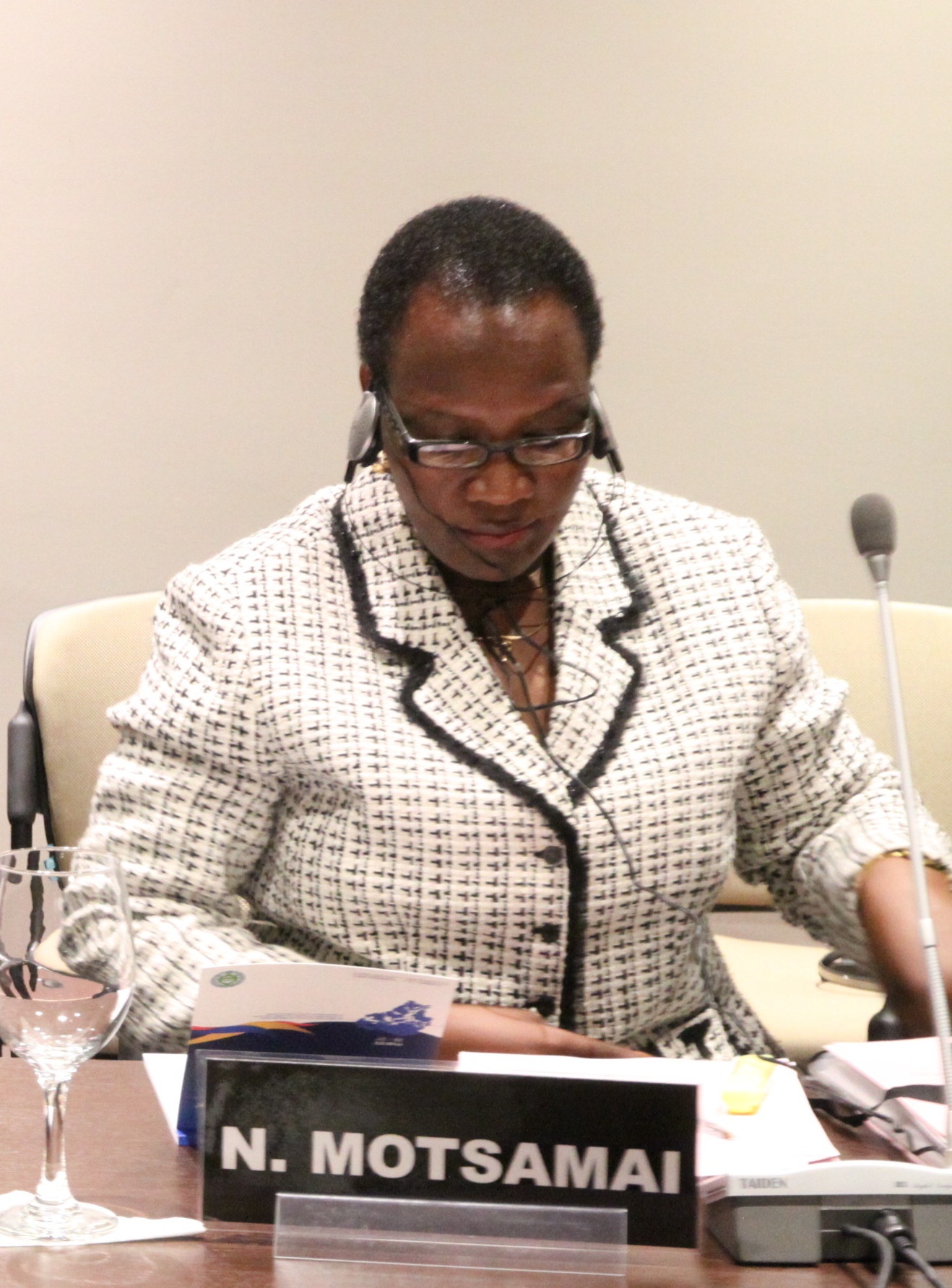
Ntlhoi Motsamai (2013)

Ntlhoi Motsamai (geb. 1963 im Distrikt Mohale’s Hoek) ist eine lesothische Politikerin. Sie war von 1999 bis 2012 erste weibliche Vorsitzende der lesothischen Nationalversammlung. Von 2015 bis 2017 hatte sie das Amt erneut inne.

## Herkunft und Ausbildung
Motsamai wurde 1963 in dem abgelegenen Dorf Ha Pafoli im südwestlesothischen Mohale's-Hoek-District geboren. Sie besuchte die Eagle's Peak High School und studierte anschließend an der National University of Lesotho, wo sie einen Bachelor of Science in Education (B.Sc.Ed.) mit den Hauptfächern Biologie und Chemie erwarb. Anschließend begann Motsamai an der St. John's High School in Mafeteng zu unterrichten. Sie kehrte später an die National University zurück, um einen Master of Education (M.Ed.) zu absolvieren, und arbeitete gleichzeitig im Büro des Dekans.

## Politik

### 1996–2012
1996 kandidierte Ntlhoi Motsamai erfolgreich als stellvertretende Sprecherin der Nationalversammlung. Die Verfassung Lesothos beschränkt das Amt der Sprecher nicht auf Parlamentsabgeordnete, sondern schreibt lediglich vor, dass Minister nicht in diese Positionen gewählt werden können. Nach dem Tod von John Teboho Kolane übernahm Motsamai 1999 das Amt der Sprecherin. Sie wurde Lesothos erste weibliche Parlamentsvorsitzende und war auch jüngste Sprecherin Afrikas. Als sie ihr Amt antrat, gab es in der Nationalversammlung nur drei weibliche Abgeordnete.
Im Jahr 2005 nominierte Motsamai Bereng Sekhonyana, um Lesotho bei einer Konferenz zur Parlamentsreform der Entwicklungsgemeinschaft des südlichen Afrika (SADC) in Botswana zu vertreten. Justin Lekhanya, der Vorsitzender der Basotho National Party (BNP) erhob Einspruch gegen ihre Entscheidung und organisierte daraufhin eine Reihe von Protesten vor den Gebäuden der Nationalversammlung. Ein Untersuchungsausschuss des Parlaments stellte später fest, dass Lekhanya und vier weitere BNP-Mitglieder Motsamai bedroht und eingeschüchtert hatten, und empfahl, sie für bis zu fünf Monate ohne Bezahlung vom Parlament zu suspendieren. Sekhonyana wurde zwei Tage nach Bekanntgabe dieses Urteils ermordet.

### 2012–heute
Im Februar 2012 verließ Premierminister Pakalitha Mosisili die Partei Lesotho Congress for Democracy (LCD), um eine neue Partei zu gründen, den Democratic Congress. Ihm schlossen sich 44 weitere Parlamentsabgeordnete an. Als das Parlament wieder ins Parlament zurückkehrte, forderte Motsamai (die der neuen Partei beigetreten war) die Abgeordneten auf, auf ihren Sitzen zu stehen, um ihre Unterstützung für Mosisilis Regierung zu zeigen, und entschied anschließend, dass er immer noch die Kontrolle über die Versammlung habe und somit an der Macht bleiben könne. Ihr Urteil war umstritten, da Lesothos Wahlgesetz es Mitgliedern, die auf einer Parteiliste gewählt wurden, verbietet, während der Amtszeit die Partei zu wechseln. Thabang Kholumo, der stellvertretende Vorsitzende der Volksfront für Demokratie, erklärte Motsamais Entscheidung für verfassungswidrig, da sie das Recht von König Letsie III., den Premierminister zu ernennen, ignoriert habe, während Tom Thabane, der Vorsitzende der All Basotho Convention, forderte gar die Verhaftung von Motsamai und Mosisili wegen Hochverrats.
Mosisilis Partei unterlag bei den Parlamentswahlen 2012 und Motsamai verlor ihr Amt an Sephiri Motanyane. Sie wurde jedoch nach den Parlamentswahlen 2015 wieder zur Sprecherin gewählt, als der Demokratische Kongress an der Spitze einer Koalitionsregierung an die Macht zurückkehrte.
2021 wurde Motsamai Ministerin für Tourismus, Umwelt und Kultur in der Regierung von Moeketsi Majoro. Mit der Regierungsübernahme durch Sam Matekane 2022 wurde sie abgelöst.